# هو يتبع
هو يتبع (بالإنجليزية: It Follows)‏ فيلم رعب من تأليف وإخراج ديفيد روبرت ميتشل وبطولة مايكا منورو. قصة الفيلم تتبع فتاة مراهقة يتم مطاردتها من قبل كيان خارق بعد أن تمارس الجنس مع شباب ما. تم تصوير الفيلم في ديترويت وعرض لأول مرة في مهرجان كان السينمائي 2014 مع إشادة نقدية كبيرة. أشترت شركة وينشتاين حقوق الفيلم وطرحته في دور السينما في 13 مارس 2015.

## الإنتاج
الكاتب والمخرج ديفيد روبرت ميتشل تخيل فكرة الفيلم بناءً على أحلام كانت تراوده في شبابه بأن شيء يتبعه. بدأ تصوير الفيلم في 2013 بمدينة ديترويت. استخدم المخرج ديفيد روبرت ميتشل عدسات واسعة الزاوية عند التصوير لإعطاء الفيلم نظرة توسعية.

## الإصدار
عرض الفيلم لأول مرة في مهرجان كان السينمائي 2014. أشترت شركة وينشتاين حقوق الفيلم وطرحته في دور السينما في 13 مارس 2015.

## الاستقبال
تلقى الفيلم إشادة نقدية كبيرة، مع مديح للتمثيل والحبكة والموسيقى التصويرية والفزعات قديمة الطراز. الفيلم حاصل على تقييم 96% على موقع الطماطم الفاسدة، بناءً على 163 مراجعة، مع متوسط تقييم 8.2/10. الأجماع النقدي في الموقع نص على: «ذكي وأصلي وفوق كل شيء مفزع، هو يتبع فيلم رعب حديث نادر ينجح على عدة مستويات ويترك لدغة عالقة.» على ميتاكريتيك، الفيلم حاصل على تقييم 83 من 100 بناءً على 37 مراجعة نقدية.

## مصدر
1. 1 2  مذكور في: هو يتبع. تاريخ النشر: 17 مايو 2014.
2. ↑  Rawson-Jones، Ben (8 مارس 2015). "Exploring the horror of It Follows: David Robert Mitchell interview". Digital Spy (Interview). Mitchell, David Robert. {{استشهاد بمقابلة}}: الوسيط |تاريخ الوصول بحاجة لـ |مسار= (مساعدة)
3. 1 2  Whitaker, Richard (26 مارس 2015). "It Follows Goes Everywhere". Austin Chronicle. مؤرشف من الأصل في 2019-01-19. اطلع عليه بتاريخ 2015-03-26.
4. ↑  Steve Barton (24 مارس 2015). "'It Follows Opening Wide; See it Friday!". Dread Central. مؤرشف من الأصل في 2019-03-24. اطلع عليه بتاريخ 2015-03-24. {{استشهاد ويب}}: استعمال الخط المائل أو الغليظ غير مسموح: |ناشر= (مساعدة)
5. ↑  Alex Ritman (3 مارس 2015). "U.K. Box Office: 'Exotic Marigold' Sequel Topples 'Fifty Shades'". مراسلو هوليود. مؤرشف من الأصل في 2018-11-06. اطلع عليه بتاريخ 2015-03-03. {{استشهاد ويب}}: استعمال الخط المائل أو الغليظ غير مسموح: |ناشر= (مساعدة)
6. ↑  "It Follows". الطماطم الفاسدة. فليكستر [الإنجليزية]. مؤرشف من الأصل في 2019-05-23. اطلع عليه بتاريخ 2015-03-28.
7. ↑  "It Follows". ميتاكريتيك. سي بي إس إنتراكتيف. مؤرشف من الأصل في 2018-07-09. اطلع عليه بتاريخ 2015-03-28.

## وصلات خارجية
- الموقع الرسمي
- هو يتبع على موقع IMDb (الإنجليزية)
- هو يتبع على موقع ميتاكريتيك (الإنجليزية)
- هو يتبع على موقع روتن توميتوز (الإنجليزية)
- هو يتبع على موقع نتفليكس (الإنجليزية)
- هو يتبع على موقع قاعدة بيانات الأفلام العربية
- هو يتبع على موقع ألو سيني (الفرنسية)
- هو يتبع على موقع Turner Classic Movies (الإنجليزية)
- هو يتبع على موقع أول موفي (الإنجليزية)
- هو يتبع على موقع بوكس أوفيس موجو (الإنجليزية)
- هو يتبع على موقع فيلمافينيتي (الإسبانية)